# Estrada elite feminina no Campeonato Mundial de Estrada de 2020
A Estrada feminina no Campeonato Mundial de Estrada de 2020 disputou-se em Ímola (Itália) a 26 de setembro de 2020 sobre um percurso de 143 quilómetros, baixo a organização da União Ciclista Internacional (UCI).
A neerlandesa Anna van der Breggen, como já fizesse na prova contrarrelógio, se proclamou campeã do mundo, algo que já tinha conseguido em 2018. O seu compatriota Annemiek van Vleuten conseguiu a medalha de prata e a italiana Elisa Longo Borghini a de bronze.

## Percorrido
O percurso foi de 143 quilómetros com início e final no famoso Autodromo Enzo e Dino Ferrari (palco de várias etapas finais do Giro d'Italia), seguindo um circuito de 28,8 quilómetros que será coberto 5 vezes pelas ciclistas femininas, onde se percorreram duas complicadas subidas chamadas Mazzolano e Cume Gallisterna, que combinam um total de 5,5 quilómetros de escalada com uma pendente média de 10% e até chegando atingir os 14% em alguma secção, para uma ascensão acumulada de 2800 metros de desnível. O primeiro quilómetro e os três últimos quilómetros da cada volta do circuito da corrida levar-se-ão a cabo no circuito de Fórmula Um de Imola, enquanto o resto do percurso decorrerá por uma região ondulada, em caminhos estreitos rodeados de vinhedos.

## Selecções participantes
Tomaram parte da rota feminina um total de 143 ciclistas de 41 nações.
| Países Baixos NED | Países Baixos NED           | Países Baixos NED |
| ----------------- | --------------------------- | ----------------- |
| Num               | Ciclista                    | Pos               |
| 1                 | Annemiek van Vleuten        | 2.                |
| 2                 | Floortje Mackaij            | 92.               |
| 3                 | Amy Pieters                 | 34.               |
| 4                 | Chantal van den Broek-Blaak | 12.               |
| 5                 | Anna van der Breggen        | 1.                |
| 6                 | Ellen van Dijk              | 19.               |
| 7                 | Demi Vollering              | 35.               |
| 8                 | Marianne Vos                | 4.                |

| Itália ITA | Itália ITA           | Itália ITA |
| ---------- | -------------------- | ---------- |
| Num        | Ciclista             | Pos        |
| 9          | Marta Cavalli        | 33.        |
| 10         | Elena Cecchini       | DNF        |
| 11         | Tatiana Guderzo      | 45.        |
| 12         | Elisa Longo Borghini | 3.         |
| 13         | Erica Magnaldi       | 65.        |
| 14         | Soraya Paladin       | 67.        |
| 15         | Katia Ragusa         | 31.        |

| Alemanha GER | Alemanha GER   | Alemanha GER |
| ------------ | -------------- | ------------ |
| Num          | Ciclista       | Pos          |
| 16           | Lisa Brennauer | 9.           |
| 17           | Kathrin Hammes | 101.         |
| 18           | Romy Kasper    | DNF          |
| 19           | Franziska Koch | 75.          |
| 20           | Mieke Kröger   | 99.          |
| 21           | Liane Lippert  | 5.           |
| 22           | Trixi Worrack  | DNF          |

| Austrália AUS | Austrália AUS    | Austrália AUS |
| ------------- | ---------------- | ------------- |
| Num           | Ciclista         | Pos           |
| 23            | Grace Brown      | 91.           |
| 24            | Brodie Chapman   | 32.           |
| 25            | Shara Marche     | DNF           |
| 26            | Lucy Kennedy     | 28.           |
| 27            | Rachel Neylan    | 51.           |
| 28            | Sarah Roy        | 68.           |
| 29            | Tiffany Cromwell | DNF           |

| Estados Unidos USA | Estados Unidos USA      | Estados Unidos USA |
| ------------------ | ----------------------- | ------------------ |
| Num                | Ciclista                | Pos                |
| 30                 | Kristabel Doebel-Hickok | 29.                |
| 32                 | Amber Neben             | 69.                |
| 33                 | Coryn Rivera            | 37.                |
| 34                 | Lauren Stephens         | 11.                |
| 35                 | Tayler Wiles            | 26.                |
| 36                 | Ruth Winder             | DNF                |

| Dinamarca DEN | Dinamarca DEN         | Dinamarca DEN |
| ------------- | --------------------- | ------------- |
| Num           | Ciclista              | Pos           |
| 37            | Birgitte Krogsgaard   | DNF           |
| 38            | Amalie Dideriksen     | 90.           |
| 39            | Emma Norsgaard        | 61.           |
| 40            | Julie Norman Leth     | 93.           |
| 41            | Cecilie Uttrup Ludwig | 8.            |
| 42            | Pernille Mathiesen    | DNF           |

| Grã-Bretanha GBR | Grã-Bretanha GBR | Grã-Bretanha GBR |
| ---------------- | ---------------- | ---------------- |
| Num              | Ciclista         | Pos              |
| 43               | Elizabeth Banks  | 63.              |
| 44               | Alice Barnes     | DNF              |
| 45               | Hannah Barnes    | 36.              |
| 46               | Lizzie Deignan   | 6.               |
| 47               | Anna Henderson   | 60.              |
| 48               | Anna Shackley    | 25.              |

| Polónia POL | Polónia POL          | Polónia POL |
| ----------- | -------------------- | ----------- |
| Num         | Ciclista             | Pos         |
| 49          | Małgorzata Jasińska  | 80.         |
| 50          | Karolina Kumięga     | 85.         |
| 51          | Marta Lach           | 48.         |
| 52          | Katarzyna Niewiadoma | 7.          |
| 53          | Anna Plichta         | DNF         |
| 54          | Katarzyna Wilkos     | DNF         |

| Espanha ESP | Espanha ESP              | Espanha ESP |
| ----------- | ------------------------ | ----------- |
| Num         | Ciclista                 | Pos         |
| 55          | Sandra Alonso            | 98.         |
| 56          | Mavi García              | 18.         |
| 57          | Alicia González Blanco   | 97.         |
| 58          | Sara Martín Martín       | 79.         |
| 59          | Gloria Rodríguez Sánchez | DNF         |
| 60          | Ane Santesteban          | 23.         |

| Bélgica BEL | Bélgica BEL        | Bélgica BEL |
| ----------- | ------------------ | ----------- |
| Num         | Ciclista           | Pos         |
| 61          | Valerie Demey      | 50.         |
| 62          | Mieke Docx         | 102.        |
| 63          | Lone Meertens      | 94.         |
| 64          | Ann-Sophie Duyck   | DNF         |
| 65          | Fien Van Eynde     | 100.        |
| 66          | Jesse Vandenbulcke | 53.         |

| França FRA | França FRA          | França FRA |
| ---------- | ------------------- | ---------- |
| Num        | Ciclista            | Pos        |
| 67         | Audrey Cordon-Ragot | 13.        |
| 68         | Victorie Guilman    | 72.        |
| 69         | Juliette Labous     | 41.        |
| 70         | Sandra Levenez      | 27.        |
| 71         | Évita Muzic         | 20.        |

| Nova Zelândia NZL | Nova Zelândia NZL  | Nova Zelândia NZL |
| ----------------- | ------------------ | ----------------- |
| Num               | Ciclista           | Pos               |
| 72                | Niamh Fisher-Black | 15.               |
| 73                | Mikayla Harvey     | 22.               |
| 74                | Georgia Williams   | 46.               |

| Cuba CUB | Cuba CUB       | Cuba CUB |
| -------- | -------------- | -------- |
| Num      | Ciclista       | Pos      |
| 75       | Arlenis Sierra | 39.      |

| Eslovénia SLO | Eslovénia SLO | Eslovénia SLO |
| ------------- | ------------- | ------------- |
| Num           | Ciclista      | Pos           |
| 76            | Urška Bravec  | DNF           |
| 77            | Eugenia Bujak | 14.           |
| 78            | Špela Kern    | 38.           |
| 79            | Urša Pintar   | 17.           |
| 80            | Urška Žigart  | 105.          |

| Canadá CAN | Canadá CAN           | Canadá CAN |
| ---------- | -------------------- | ---------- |
| Num        | Ciclista             | Pos        |
| 81         | Marie-Soleil Blais   | DNF        |
| 82         | Karol-Ann Canuel     | 66.        |
| 83         | Alison Jackson       | 30.        |
| 84         | Leah Kirchmann       | 59.        |
| 85         | Sara Poidevin        | 42.        |
| 86         | Magdeleine Vallieres | DNF        |

| Ucrânia UKR | Ucrânia UKR        | Ucrânia UKR |
| ----------- | ------------------ | ----------- |
| Num         | Ciclista           | Pos         |
| 87          | Julia Biryukova    | 78.         |
| 88          | Valeriya Kononenko | DNF         |
| 89          | Yevheniya Vysotska | 57.         |

| África do Sul RSA | África do Sul RSA      | África do Sul RSA |
| ----------------- | ---------------------- | ----------------- |
| Num               | Ciclista               | Pos               |
| 90                | Kerry Jonker           | DNF               |
| 91                | Ashleigh Moolman Pasio | 56.               |

| Rússia RUS | Rússia RUS         | Rússia RUS |
| ---------- | ------------------ | ---------- |
| Num        | Ciclista           | Pos        |
| 92         | Aigul Gareyeva     | 43.        |
| 93         | Diana Klimova      | 77.        |
| 94         | Maria Novolodskaya | 49.        |

| Noruega NOR | Noruega NOR           | Noruega NOR |
| ----------- | --------------------- | ----------- |
| Num         | Ciclista              | Pos         |
| 95          | Katrine Aalerud       | 24.         |
| 96          | Susanne Andersen      | 70.         |
| 97          | Stine Borgli          | 71.         |
| 98          | Martine Gjøs          | DNF         |
| 99          | Ingrid Lorvik         | 89.         |
| 100         | Mie Bjørndal Ottestad | DNF         |

| Suécia SWE | Suécia SWE      | Suécia SWE |
| ---------- | --------------- | ---------- |
| Num        | Ciclista        | Pos        |
| 101        | Julia Borgström | 104.       |
| 102        | Hanna Nilsson   | 52.        |
| 103        | Lisa Nordén     | DNF        |

| Luxemburgo LUX | Luxemburgo LUX    | Luxemburgo LUX |
| -------------- | ----------------- | -------------- |
| Num            | Ciclista          | Pos            |
| 104            | Nina Berton       | DNF            |
| 105            | Claire Faber      | DNF            |
| 106            | Christine Majerus | 62.            |

| Bielorrússia BLR | Bielorrússia BLR    | Bielorrússia BLR |
| ---------------- | ------------------- | ---------------- |
| Num              | Ciclista            | Pos              |
| 107              | Alena Amialiusik    | DNF              |
| 108              | Anastasiya Kolesava | 84.              |

| Lituânia LTU | Lituânia LTU      | Lituânia LTU |
| ------------ | ----------------- | ------------ |
| Num          | Ciclista          | Pos          |
| 109          | Olivija Baleišytė | 103.         |
| 110          | Akvilė Gedraitytė | DNF          |
| 111          | Rasa Leleivytė    | 16.          |

| Áustria AUT | Áustria AUT        | Áustria AUT |
| ----------- | ------------------ | ----------- |
| Num         | Ciclista           | Pos         |
| 112         | Anna Kiesenhofer   | 44.         |
| 113         | Sarah Rijkes       | 86.         |
| 114         | Angelika Tazreiter | DNF         |

| Suíça SUI | Suíça SUI      | Suíça SUI |
| --------- | -------------- | --------- |
| Num       | Ciclista       | Pos       |
| 115       | Elise Chabbey  | 58.       |
| 116       | Melanie Maurer | 73.       |
| 117       | Marlen Reusser | 10.       |
| 118       | Noemi Rüegg    | 87.       |

| Hungria HUN | Hungria HUN | Hungria HUN |
| ----------- | ----------- | ----------- |
| Num         | Ciclista    | Pos         |
| 119         | Blanka Vas  | 54.         |

| Eslováquia SVK | Eslováquia SVK   | Eslováquia SVK |
| -------------- | ---------------- | -------------- |
| Num            | Ciclista         | Pos            |
| 120            | Tereza Medveďová | 95.            |

| Chéquia CZE | Chéquia CZE       | Chéquia CZE |
| ----------- | ----------------- | ----------- |
| Num         | Ciclista          | Pos         |
| 121         | Jarmila Machačová | 76.         |
| 122         | Tereza Neumanová  | 74.         |
| 123         | Nikola Nosková    | 64.         |

| Islândia ISL | Islândia ISL               | Islândia ISL |
| ------------ | -------------------------- | ------------ |
| Num          | Ciclista                   | Pos          |
| 124          | Agusta Edda Bjornsdóttir   | DNF          |
| 125          | Bríet Kristý Gunnarsdóttir | DNF          |
| 126          | Hafdís Sigurðardóttir      | DNF          |

| Estónia EST | Estónia EST | Estónia EST |
| ----------- | ----------- | ----------- |
| Num         | Ciclista    | Pos         |
| 127         | Mae Lang    | DNF         |

| Colômbia COL | Colômbia COL      | Colômbia COL |
| ------------ | ----------------- | ------------ |
| Num          | Ciclista          | Pos          |
| 128          | Daniela Atehortua | DNF          |
| 129          | Paula Patiño      | 55.          |
| 130          | Carolina Upegui   | 83.          |

| Trindade e Tobago TTO | Trindade e Tobago TTO | Trindade e Tobago TTO |
| --------------------- | --------------------- | --------------------- |
| Num                   | Ciclista              | Pos                   |
| 131                   | Teniel Campbell       | 47.                   |

| Israel ISR | Israel ISR   | Israel ISR |
| ---------- | ------------ | ---------- |
| Num        | Ciclista     | Pos        |
| 133        | Omer Shapira | 40.        |

| México MEX | México MEX             | México MEX |
| ---------- | ---------------------- | ---------- |
| Num        | Ciclista               | Pos        |
| 134        | Maria Gaxiola          | DNF        |
| 135        | Ariadna Gutiérrez      | 81.        |
| 136        | Andrea Ramírez Fregoso | DNF        |
| 137        | Brenda Santoyo         | DNF        |

| Uzbequistão UZB | Uzbequistão UZB   | Uzbequistão UZB |
| --------------- | ----------------- | --------------- |
| Num             | Ciclista          | Pos             |
| 138             | Olga Zabelinskaya | NP              |

| Japão JPN | Japão JPN    | Japão JPN |
| --------- | ------------ | --------- |
| Num       | Ciclista     | Pos       |
| 139       | Eri Yonamine | 21.       |

| Chile CHI | Chile CHI     | Chile CHI |
| --------- | ------------- | --------- |
| Num       | Ciclista      | Pos       |
| 140       | Catalina Soto | 96.       |

| Letónia LAT | Letónia LAT  | Letónia LAT |
| ----------- | ------------ | ----------- |
| Num         | Ciclista     | Pos         |
| 141         | Lija Laizāne | 82.         |

| Argentina ARG | Argentina ARG | Argentina ARG |
| ------------- | ------------- | ------------- |
| Num           | Ciclista      | Pos           |
| 142           | Anabel Yapura | DNF           |

| Etiópia ETH | Etiópia ETH         | Etiópia ETH |
| ----------- | ------------------- | ----------- |
| Num         | Ciclista            | Pos         |
| 143         | Eyeru Tesfoam Gebru | 88.         |

| Marrocos MAR | Marrocos MAR     | Marrocos MAR |
| ------------ | ---------------- | ------------ |
| Num          | Ciclista         | Pos          |
| 144          | Fatima El Hayani | DNF          |
| 145          | Siham Es Sad     | DNF          |

| Países Baixos NED | Países Baixos NED           | Países Baixos NED |
| ----------------- | --------------------------- | ----------------- |
| Num               | Ciclista                    | Pos               |
| 1                 | Annemiek van Vleuten        | 2.                |
| 2                 | Floortje Mackaij            | 92.               |
| 3                 | Amy Pieters                 | 34.               |
| 4                 | Chantal van den Broek-Blaak | 12.               |
| 5                 | Anna van der Breggen        | 1.                |
| 6                 | Ellen van Dijk              | 19.               |
| 7                 | Demi Vollering              | 35.               |
| 8                 | Marianne Vos                | 4.                |

| Itália ITA | Itália ITA           | Itália ITA |
| ---------- | -------------------- | ---------- |
| Num        | Ciclista             | Pos        |
| 9          | Marta Cavalli        | 33.        |
| 10         | Elena Cecchini       | DNF        |
| 11         | Tatiana Guderzo      | 45.        |
| 12         | Elisa Longo Borghini | 3.         |
| 13         | Erica Magnaldi       | 65.        |
| 14         | Soraya Paladin       | 67.        |
| 15         | Katia Ragusa         | 31.        |

| Alemanha GER | Alemanha GER   | Alemanha GER |
| ------------ | -------------- | ------------ |
| Num          | Ciclista       | Pos          |
| 16           | Lisa Brennauer | 9.           |
| 17           | Kathrin Hammes | 101.         |
| 18           | Romy Kasper    | DNF          |
| 19           | Franziska Koch | 75.          |
| 20           | Mieke Kröger   | 99.          |
| 21           | Liane Lippert  | 5.           |
| 22           | Trixi Worrack  | DNF          |

| Austrália AUS | Austrália AUS    | Austrália AUS |
| ------------- | ---------------- | ------------- |
| Num           | Ciclista         | Pos           |
| 23            | Grace Brown      | 91.           |
| 24            | Brodie Chapman   | 32.           |
| 25            | Shara Marche     | DNF           |
| 26            | Lucy Kennedy     | 28.           |
| 27            | Rachel Neylan    | 51.           |
| 28            | Sarah Roy        | 68.           |
| 29            | Tiffany Cromwell | DNF           |

| Estados Unidos USA | Estados Unidos USA      | Estados Unidos USA |
| ------------------ | ----------------------- | ------------------ |
| Num                | Ciclista                | Pos                |
| 30                 | Kristabel Doebel-Hickok | 29.                |
| 32                 | Amber Neben             | 69.                |
| 33                 | Coryn Rivera            | 37.                |
| 34                 | Lauren Stephens         | 11.                |
| 35                 | Tayler Wiles            | 26.                |
| 36                 | Ruth Winder             | DNF                |

| Dinamarca DEN | Dinamarca DEN         | Dinamarca DEN |
| ------------- | --------------------- | ------------- |
| Num           | Ciclista              | Pos           |
| 37            | Birgitte Krogsgaard   | DNF           |
| 38            | Amalie Dideriksen     | 90.           |
| 39            | Emma Norsgaard        | 61.           |
| 40            | Julie Norman Leth     | 93.           |
| 41            | Cecilie Uttrup Ludwig | 8.            |
| 42            | Pernille Mathiesen    | DNF           |

| Grã-Bretanha GBR | Grã-Bretanha GBR | Grã-Bretanha GBR |
| ---------------- | ---------------- | ---------------- |
| Num              | Ciclista         | Pos              |
| 43               | Elizabeth Banks  | 63.              |
| 44               | Alice Barnes     | DNF              |
| 45               | Hannah Barnes    | 36.              |
| 46               | Lizzie Deignan   | 6.               |
| 47               | Anna Henderson   | 60.              |
| 48               | Anna Shackley    | 25.              |

| Polónia POL | Polónia POL          | Polónia POL |
| ----------- | -------------------- | ----------- |
| Num         | Ciclista             | Pos         |
| 49          | Małgorzata Jasińska  | 80.         |
| 50          | Karolina Kumięga     | 85.         |
| 51          | Marta Lach           | 48.         |
| 52          | Katarzyna Niewiadoma | 7.          |
| 53          | Anna Plichta         | DNF         |
| 54          | Katarzyna Wilkos     | DNF         |

| Espanha ESP | Espanha ESP              | Espanha ESP |
| ----------- | ------------------------ | ----------- |
| Num         | Ciclista                 | Pos         |
| 55          | Sandra Alonso            | 98.         |
| 56          | Mavi García              | 18.         |
| 57          | Alicia González Blanco   | 97.         |
| 58          | Sara Martín Martín       | 79.         |
| 59          | Gloria Rodríguez Sánchez | DNF         |
| 60          | Ane Santesteban          | 23.         |

| Bélgica BEL | Bélgica BEL        | Bélgica BEL |
| ----------- | ------------------ | ----------- |
| Num         | Ciclista           | Pos         |
| 61          | Valerie Demey      | 50.         |
| 62          | Mieke Docx         | 102.        |
| 63          | Lone Meertens      | 94.         |
| 64          | Ann-Sophie Duyck   | DNF         |
| 65          | Fien Van Eynde     | 100.        |
| 66          | Jesse Vandenbulcke | 53.         |

| França FRA | França FRA          | França FRA |
| ---------- | ------------------- | ---------- |
| Num        | Ciclista            | Pos        |
| 67         | Audrey Cordon-Ragot | 13.        |
| 68         | Victorie Guilman    | 72.        |
| 69         | Juliette Labous     | 41.        |
| 70         | Sandra Levenez      | 27.        |
| 71         | Évita Muzic         | 20.        |

| Nova Zelândia NZL | Nova Zelândia NZL  | Nova Zelândia NZL |
| ----------------- | ------------------ | ----------------- |
| Num               | Ciclista           | Pos               |
| 72                | Niamh Fisher-Black | 15.               |
| 73                | Mikayla Harvey     | 22.               |
| 74                | Georgia Williams   | 46.               |

| Cuba CUB | Cuba CUB       | Cuba CUB |
| -------- | -------------- | -------- |
| Num      | Ciclista       | Pos      |
| 75       | Arlenis Sierra | 39.      |

| Eslovénia SLO | Eslovénia SLO | Eslovénia SLO |
| ------------- | ------------- | ------------- |
| Num           | Ciclista      | Pos           |
| 76            | Urška Bravec  | DNF           |
| 77            | Eugenia Bujak | 14.           |
| 78            | Špela Kern    | 38.           |
| 79            | Urša Pintar   | 17.           |
| 80            | Urška Žigart  | 105.          |

| Canadá CAN | Canadá CAN           | Canadá CAN |
| ---------- | -------------------- | ---------- |
| Num        | Ciclista             | Pos        |
| 81         | Marie-Soleil Blais   | DNF        |
| 82         | Karol-Ann Canuel     | 66.        |
| 83         | Alison Jackson       | 30.        |
| 84         | Leah Kirchmann       | 59.        |
| 85         | Sara Poidevin        | 42.        |
| 86         | Magdeleine Vallieres | DNF        |

| Ucrânia UKR | Ucrânia UKR        | Ucrânia UKR |
| ----------- | ------------------ | ----------- |
| Num         | Ciclista           | Pos         |
| 87          | Julia Biryukova    | 78.         |
| 88          | Valeriya Kononenko | DNF         |
| 89          | Yevheniya Vysotska | 57.         |

| África do Sul RSA | África do Sul RSA      | África do Sul RSA |
| ----------------- | ---------------------- | ----------------- |
| Num               | Ciclista               | Pos               |
| 90                | Kerry Jonker           | DNF               |
| 91                | Ashleigh Moolman Pasio | 56.               |

| Rússia RUS | Rússia RUS         | Rússia RUS |
| ---------- | ------------------ | ---------- |
| Num        | Ciclista           | Pos        |
| 92         | Aigul Gareyeva     | 43.        |
| 93         | Diana Klimova      | 77.        |
| 94         | Maria Novolodskaya | 49.        |

| Noruega NOR | Noruega NOR           | Noruega NOR |
| ----------- | --------------------- | ----------- |
| Num         | Ciclista              | Pos         |
| 95          | Katrine Aalerud       | 24.         |
| 96          | Susanne Andersen      | 70.         |
| 97          | Stine Borgli          | 71.         |
| 98          | Martine Gjøs          | DNF         |
| 99          | Ingrid Lorvik         | 89.         |
| 100         | Mie Bjørndal Ottestad | DNF         |

| Suécia SWE | Suécia SWE      | Suécia SWE |
| ---------- | --------------- | ---------- |
| Num        | Ciclista        | Pos        |
| 101        | Julia Borgström | 104.       |
| 102        | Hanna Nilsson   | 52.        |
| 103        | Lisa Nordén     | DNF        |

| Luxemburgo LUX | Luxemburgo LUX    | Luxemburgo LUX |
| -------------- | ----------------- | -------------- |
| Num            | Ciclista          | Pos            |
| 104            | Nina Berton       | DNF            |
| 105            | Claire Faber      | DNF            |
| 106            | Christine Majerus | 62.            |

| Bielorrússia BLR | Bielorrússia BLR    | Bielorrússia BLR |
| ---------------- | ------------------- | ---------------- |
| Num              | Ciclista            | Pos              |
| 107              | Alena Amialiusik    | DNF              |
| 108              | Anastasiya Kolesava | 84.              |

| Lituânia LTU | Lituânia LTU      | Lituânia LTU |
| ------------ | ----------------- | ------------ |
| Num          | Ciclista          | Pos          |
| 109          | Olivija Baleišytė | 103.         |
| 110          | Akvilė Gedraitytė | DNF          |
| 111          | Rasa Leleivytė    | 16.          |

| Áustria AUT | Áustria AUT        | Áustria AUT |
| ----------- | ------------------ | ----------- |
| Num         | Ciclista           | Pos         |
| 112         | Anna Kiesenhofer   | 44.         |
| 113         | Sarah Rijkes       | 86.         |
| 114         | Angelika Tazreiter | DNF         |

| Suíça SUI | Suíça SUI      | Suíça SUI |
| --------- | -------------- | --------- |
| Num       | Ciclista       | Pos       |
| 115       | Elise Chabbey  | 58.       |
| 116       | Melanie Maurer | 73.       |
| 117       | Marlen Reusser | 10.       |
| 118       | Noemi Rüegg    | 87.       |

| Hungria HUN | Hungria HUN | Hungria HUN |
| ----------- | ----------- | ----------- |
| Num         | Ciclista    | Pos         |
| 119         | Blanka Vas  | 54.         |

| Eslováquia SVK | Eslováquia SVK   | Eslováquia SVK |
| -------------- | ---------------- | -------------- |
| Num            | Ciclista         | Pos            |
| 120            | Tereza Medveďová | 95.            |

| Chéquia CZE | Chéquia CZE       | Chéquia CZE |
| ----------- | ----------------- | ----------- |
| Num         | Ciclista          | Pos         |
| 121         | Jarmila Machačová | 76.         |
| 122         | Tereza Neumanová  | 74.         |
| 123         | Nikola Nosková    | 64.         |

| Islândia ISL | Islândia ISL               | Islândia ISL |
| ------------ | -------------------------- | ------------ |
| Num          | Ciclista                   | Pos          |
| 124          | Agusta Edda Bjornsdóttir   | DNF          |
| 125          | Bríet Kristý Gunnarsdóttir | DNF          |
| 126          | Hafdís Sigurðardóttir      | DNF          |

| Estónia EST | Estónia EST | Estónia EST |
| ----------- | ----------- | ----------- |
| Num         | Ciclista    | Pos         |
| 127         | Mae Lang    | DNF         |

| Colômbia COL | Colômbia COL      | Colômbia COL |
| ------------ | ----------------- | ------------ |
| Num          | Ciclista          | Pos          |
| 128          | Daniela Atehortua | DNF          |
| 129          | Paula Patiño      | 55.          |
| 130          | Carolina Upegui   | 83.          |

| Trindade e Tobago TTO | Trindade e Tobago TTO | Trindade e Tobago TTO |
| --------------------- | --------------------- | --------------------- |
| Num                   | Ciclista              | Pos                   |
| 131                   | Teniel Campbell       | 47.                   |

| Israel ISR | Israel ISR   | Israel ISR |
| ---------- | ------------ | ---------- |
| Num        | Ciclista     | Pos        |
| 133        | Omer Shapira | 40.        |

| México MEX | México MEX             | México MEX |
| ---------- | ---------------------- | ---------- |
| Num        | Ciclista               | Pos        |
| 134        | Maria Gaxiola          | DNF        |
| 135        | Ariadna Gutiérrez      | 81.        |
| 136        | Andrea Ramírez Fregoso | DNF        |
| 137        | Brenda Santoyo         | DNF        |

| Uzbequistão UZB | Uzbequistão UZB   | Uzbequistão UZB |
| --------------- | ----------------- | --------------- |
| Num             | Ciclista          | Pos             |
| 138             | Olga Zabelinskaya | NP              |

| Japão JPN | Japão JPN    | Japão JPN |
| --------- | ------------ | --------- |
| Num       | Ciclista     | Pos       |
| 139       | Eri Yonamine | 21.       |

| Chile CHI | Chile CHI     | Chile CHI |
| --------- | ------------- | --------- |
| Num       | Ciclista      | Pos       |
| 140       | Catalina Soto | 96.       |

| Letónia LAT | Letónia LAT  | Letónia LAT |
| ----------- | ------------ | ----------- |
| Num         | Ciclista     | Pos         |
| 141         | Lija Laizāne | 82.         |

| Argentina ARG | Argentina ARG | Argentina ARG |
| ------------- | ------------- | ------------- |
| Num           | Ciclista      | Pos           |
| 142           | Anabel Yapura | DNF           |

| Etiópia ETH | Etiópia ETH         | Etiópia ETH |
| ----------- | ------------------- | ----------- |
| Num         | Ciclista            | Pos         |
| 143         | Eyeru Tesfoam Gebru | 88.         |

| Marrocos MAR | Marrocos MAR     | Marrocos MAR |
| ------------ | ---------------- | ------------ |
| Num          | Ciclista         | Pos          |
| 144          | Fatima El Hayani | DNF          |
| 145          | Siham Es Sad     | DNF          |

## Classificação final
- As classificações finalizaram da seguinte forma:[7]

| \| Classificação geral \| Classificação geral \| Classificação geral \| Classificação geral \| Classificação geral \| \| Ciclista \| Ciclista \| Equipe \| Tempo \| \| \| ------------------- \| --------------------------- \| ------------------- \| ------------------- \| ------------------- \| \| 1. \| Anna van der Breggen \| Países Baixos \| 4h09m57s \| \| \| 2. \| Annemiek van Vleuten \| Países Baixos \| + 1m20s \| \| \| 3. \| Elisa Longo Borghini \| Itália \| + 1m20s \| \| \| 4. \| Marianne Vos \| Países Baixos \| + 2m01s \| \| \| 5. \| Liane Lippert \| Alemanha \| + 2m01s \| \| \| 6. \| Lizzie Deignan \| Grã-Bretanha \| + 2m01s \| \| \| 7. \| Katarzyna Niewiadoma \| Polónia \| + 2m01s \| \| \| 8. \| Cecilie Uttrup Ludwig \| Dinamarca \| + 2m41s \| \| \| 9. \| Lisa Brennauer \| Alemanha \| + 3m08s \| \| \| 10. \| Marlen Reusser \| Suíça \| + 3m08s \| \| \| 11. \| Lauren Stephens \| Estados Unidos \| + 3m08s \| \| \| 12. \| Chantal van den Broek-Blaak \| Países Baixos \| + 3m08s \| \| \| 13. \| Audrey Cordon-Ragot \| França \| + 3m08s \| \| \| 14. \| Eugenia Bujak \| Eslovénia \| + 3m08s \| \| \| 15. \| Niamh Fisher-Black \| Nova Zelândia \| + 3m08s \| \| \| 16. \| Rasa Leleivytė \| Lituânia \| + 3m08s \| \| \| 17. \| Urša Pintar \| Eslovénia \| + 3m08s \| \| \| 18. \| Mavi García \| Espanha \| + 3m08s \| \| \| 19. \| Ellen van Dijk \| Países Baixos \| + 3m08s \| \| \| 20. \| Évita Muzic \| França \| + 3m08s \| \| |                             |                |          |
| |                             |                |          |
| Fonte: ProCyclingStats |                             |                |          |
| Classificação geral |                             |                |          |
| Ciclista | Ciclista                    | Equipe         | Tempo    |
| 1. | Anna van der Breggen        | Países Baixos  | 4h09m57s |
| 2. | Annemiek van Vleuten        | Países Baixos  | + 1m20s  |
| 3. | Elisa Longo Borghini        | Itália         | + 1m20s  |
| 4. | Marianne Vos                | Países Baixos  | + 2m01s  |
| 5. | Liane Lippert               | Alemanha       | + 2m01s  |
| 6. | Lizzie Deignan              | Grã-Bretanha   | + 2m01s  |
| 7. | Katarzyna Niewiadoma        | Polónia        | + 2m01s  |
| 8. | Cecilie Uttrup Ludwig       | Dinamarca      | + 2m41s  |
| 9. | Lisa Brennauer              | Alemanha       | + 3m08s  |
| 10. | Marlen Reusser              | Suíça          | + 3m08s  |
| 11. | Lauren Stephens             | Estados Unidos | + 3m08s  |
| 12. | Chantal van den Broek-Blaak | Países Baixos  | + 3m08s  |
| 13. | Audrey Cordon-Ragot         | França         | + 3m08s  |
| 14. | Eugenia Bujak               | Eslovénia      | + 3m08s  |
| 15. | Niamh Fisher-Black          | Nova Zelândia  | + 3m08s  |
| 16. | Rasa Leleivytė              | Lituânia       | + 3m08s  |
| 17. | Urša Pintar                 | Eslovénia      | + 3m08s  |
| 18. | Mavi García                 | Espanha        | + 3m08s  |
| 19. | Ellen van Dijk              | Países Baixos  | + 3m08s  |
| 20. | Évita Muzic                 | França         | + 3m08s  |

## UCI World Ranking
A Estrada feminina outorgou pontos para o UCI World Ranking Feminino para corredoras das equipas nas categorias UCI Team Feminino. A seguintes tabela são o barómetro de pontuação e as 10 corredoras que obtiveram mais pontos:
| Posição   | 1.ª | 2.ª | 3.ª | 4.ª | 5.ª | 6.ª | 7.ª | 8.ª | 9.ª | 10.ª | 11.ª | 12.ª | 13.ª | 14.ª | 15.ª | 16.ª | 17.ª-21.ª | 22.ª-31.ª | 32.ª-40.ª |
| Pontuação | 600 | 475 | 400 | 325 | 275 | 225 | 175 | 150 | 125 | 100  | 85   | 70   | 60   | 50   | 40   | 35   | 30        | 20        | 10        |

| Classificação |                       |               |        |
| Posição       | Ciclista              | País          | Pontos |
| ------------- | --------------------- | ------------- | ------ |
| 1.ª           | Anna van der Breggen  | Países Baixos | 600    |
| 2.ª           | Annemiek van Vleuten  | Países Baixos | 475    |
| 3.ª           | Elisa Longo Borghini  | Itália        | 400    |
| 4.ª           | Marianne Vos          | Países Baixos | 325    |
| 5.ª           | Liane Lippert         | Alemanha      | 275    |
| 6.ª           | Elizabeth Deignan     | Reino Unido   | 225    |
| 7.ª           | Katarzyna Niewiadoma  | Polónia       | 175    |
| 8.ª           | Cecilie Uttrup Ludwig | Dinamarca     | 150    |
| 9.ª           | Lisa Brennauer        | Alemanha      | 125    |
| 10.º          | Marlen Reusser        | Suíça         | 100    |